# Bahrový potok
Bahrový potok je potok na dolní Oravě, ve východní části okresu Dolný Kubín. Jde o pravostranný přítok Chlebnického potoka, měří 11 km a je tokem V. řádu.

## Pramen
Pramení v Oravské vrchovině, kde pramení na severozápadním svahu Úboče v nadmořské výšce přibližně 695 m n. m., severovýchodně od centra obce Chlebnice.

## Popis toku
Od pramene teče převážně západním směrem, na horním toku přibírá levostranný přítok pramenící východně od kóty 705,5 m. Dále teče na krátkém úseku na severozápad, následně opět na západ a protéká kolem Chlebnic. Zde podtéká silnici III. třídy Dlhá nad Oravou - Chlebnice a severně od centra obce se v nadmořské výšce cca 568 m n. m. vlévá do Chlebnického potoka.

## Jiné názvy
- Bahrov potok
- Bahrov potôčik